# Stanley Engerman
Stanley Lewis Engerman (Nueva York, 14 de marzo de 1936-11 de mayo de 2023) fue un economista e historiador estadounidense, profesor de economía y de historia de la Universidad de Rochester. 

## Biografía
Recibió su doctorado en economía en 1962 por la Johns Hopkins University. Engerman es conocido por su enfoque cuantitativo de la historia económica en sus trabajos con Robert Fogel, que obtuvo el Premio en Ciencias Económicas en memoria de Alfred Nobel. Su primera obra importante, de la que ambos son coautores, fue Time on the Cross: The Economics of American Negro Slavery (1974), con la que obtuvieron el Bancroft Prize in American history. Se plantea como una obra que desafía al lector a pensar críticamente sobre la economía de la esclavitud. Ha publicado más de cien artículos y 16 libros, como autor, coautor o editor.
Fue presidente de la Social Science History Association y de la Economic History Association. En la actualidad enseña Historia Económica y Economía del Deporte y el Espectáculo en Rochester.

## Time on the Cross
La recepción crítica del libro más leído de Engerman, Time on the Cross (del que es coautor con Robert Fogel), fue única por su visibilidad pública. Se le considera una reminiscencia el análisis económico de la longevidad de la Constitución de Estados Unidos realizado por Charles Beard. Time on the Cross contenía varias implicaciones cargadas políticamente basadas en su método cliométrico cuantitativo: Fogel and Engerman proponían que la esclavitud continuaba siendo una institución económicamente viable y que la propiedad de esclavos era por lo general una inversión provechosa; que la agricultura esclavista era muy eficiente y que las condiciones materiales de la vida de los esclavos podía compararse favorablemente con la de los trabajadores industriales libres.
Charles Crowe resume la obra del siguiente modo: los cliométricos anunciaron el descubrimiento científico de un Sur grandemente diferenciado liderado por empresarios propietarios de esclavos eficientes y confiados en sí mismos, comprometidos firmemente con buenos beneficios de una economía en gran crecimiento con alta renta per cápita y una ratio de eficiencia un 35 por ciento mayor que la agricultura libre del Norte. En esa nueva concepción, los eficientes y habitualmente altamente capacitados y muy productivos esclavos, abrazaron la ética de trabajo protestante y la moral victoriana, evitaron tanto la promiscuidad como la explotación sexual de los propietarios, vivían en familias nucleares estables bajo un padre cabeza de familia, mantenían el 90 por ciento del fruto de su trabajo y disfrutaban de una de las mejores condiciones materiales que cualquier otra clase trabajadora disponía en el mundo.
♦ En su trabajo “History Lessons: Institutions, Factor Endowments, and Paths of Development in the New World,” Kenneth L. Sokoloff y Stanley L. Engerman discuten si las diferencias que se atribuyen a las desigualdades iniciales han tendido o no a compensarse hasta el momento actual.

## Obras
- The Political Economy of Slavery: Studies in the Economy and the Society of the Slave South, 1965.
- Time on the Cross: The Economics of American Negro Slavery (with Robert Fogel), 1974.
- A Historical Guide to World Slavery’’, por Seymour Drescher y Stanley L. Engerman (1998)
- Slavery, Emancipation, and Freedom: Comparative Perspectives (Walter Lynwood Fleming Lectures in Southern History) by Stanley L. Engerman (2007)
- Slavery (Oxford Readers) by Stanley Engerman, Seymour Drescher, and Robert Paquette (2001)
- The Evolution of Suffrage Institutions in the New World SL ENGERMAN, KL SOKOLOFF - The Journal of Economic History, 2005 - Cambridge Univ Press
- Institutional and Non-Institutional Explanations of Economic Differences

SL ENGERMAN, KL SOKOLOFF - NBER Working Paper, 2003